# Maria Werthan
Maria Werthan (* 1952 in Wetschehausen, Volksrepublik Rumänien) ist eine deutsche Vertriebenenfunktionärin. Von 2014 bis 9. April 2025 war sie Präsidentin des Frauenverbandes im Bund der Vertrieben e.V und Mitglied im Präsidium im Bund der Vertriebenen. Seit 2021 ist sie Trägerin des Bundesverdienstkreuzes am Band.

## Leben
Maria Werthan legte 1972 das Abitur ab. 1981 übersiedelte sie nach Westdeutschland. Sie studierte von 1983 bis 1987 an der Katholischen Fachhochschule Aachen Sozialpädagogik und beendete das Studium mit der Diplomprüfung. 1989 schrieb Werthan sich an der Friedrich-Wilhelm Universität Bonn für den Magisterstudiengang Soziologie, Geschichte und Volkskunde, sowie im Lehramtsstudiengang für Sekundarstufe I und II (für Gymnasien) in den Fächern Sozialwissenschaften und Geschichte ein. 1997 Abschlussexamen.
Promotion in der Fächerkombination Geschichte, Wirtschaft und Volkskunde mit dem Prädikat Magna cum laude.
Zwischen 1985 und 1996 wurde Werthan von der Deutschen Jugend des Ostens mit der Durchführung der zweimal jährlich stattfindenden Aussiedlermaßnahmen für Banater Kinder beauftragt. Werthan war von 1998 bis 2005 Lehrbeauftragte an der Katholischen Fachhochschule Aachen, danach unterrichtete sie an den Gymnasien in Kreuzau, Reschitz und Eschweiler bis 2016.
2014 wurde Maria Werthan zur Präsidentin des Frauenverbandes im Bund der Vertriebenen e.V. gewählt und übt dieses Amt bis 2025 aus.
Dem Kuratorium der Kulturstiftung der deutschen Vertriebenen gehört Werthan ebenfalls seit 2014 an.
2021 erhielt sie das Verdienstkreuz am Bande des Verdienstordens der Bundesrepublik Deutschland für ihre Verdienste um die Aussöhnung und Verständigung zwischen Deutschland und den Osteuropäischen Staaten im Rahmen ihres Engagements für den Bund der Vertriebenen, insbesondere den Frauenverband im Bund der Vertriebenen.

## Werke (Auswahl)
- Deutsche Agrarverbände im Banat (1898–1940), Dissertation, Bonn, Verlag der Donauschwäbische Kulturstiftung, 2004
- mit Georg Wildmann (Hrsg.) Das Banat und die Banater Schwaben in Donauschwäbische Geschichte Band 4. Verlag der Donauschwäbischen Kulturstiftung, 2015, ISBN 3-926276-56-8
- mit Sibylle Dreher, Vererbte Schatten, Tagungsband 2014, Berlin 2015
- mit Sibylle Dreher, Im Schatten unserer Väter, Tagungsband 2015, Berlin 2016
- mit Sibylle Dreher, Krieg kerbt Frauen – und Kinderseelen, Tagungsband 2016, Berlin 2017
- Ein starkes Band – Wir und unsere Großeltern, Tagungsband 2017, Berlin 2018
- Der Keim des Neuanfangs, Tagungsband 2018, Berlin 2019
- Starke Frauen gestalten, Tagungsband 2019, Berlin 2020
- Heimat in bewegten Zeiten, Tagungsband 2020, Berlin 2021
- Trotz allem - stark, Tagungsband 2021, Berlin 2022
- Was uns verbindet, Tagungsband 2022, Jülich 2023, ISBN 978-3-00-074617-8
- Heimat hier - Heimat dort, Tagungsband 2023, Jülich 2024, ISBN 978-3-00-077907-7
- Verständigung leben, Tagungsband 2024, Berlin 2025, ISBN 978-3-00-081253-8